# Pere Gratacós
Pere Gratacós Boix, deportivamente conocido como Gratacós (Besalú, Gerona, España, 14 de febrero de 1958) es un exfutbolista y entrenador español. Como futbolista, jugó como defensa en la Primera División de España en las filas del Club Atlético Osasuna. Como entrenador, fue seleccionador de Cataluña de 2005 a 2008.
Actualmente es el director de la Ciudad Deportiva del FC Barcelona.

## Trayectoria

### Como jugador
Tras iniciarse en el fútbol base del Besalú, a los 16 años entró en las categorías inferiores del Fútbol Club Barcelona, donde fue subiendo peldaños.
La temporada 1979/80 fue cedido al Real Valladolid, con el que consiguió el ascenso a Primera División, aunque finalizada la campaña regresó a Barcelona para jugar en Segunda B con el Barcelona Atlètic.
Permaneció tres temporadas en el filial azulgrana, alcanzando la capitanía del equipo. Llegó a disputar cinco partidos con el primer equipo, aunque no en Primera División.
La falta de oportunidades para jugar en la máxima categoría, la temporada 1983/84 fue cedido al CA Osasuna. Sin embargo, en el club navarro sólo jugó dos partidos en Primera. 
Aunque todo apuntaba a su marcha a otro equipo, especialmente el Real Zaragoza, finalmente se quedó en Pamplona. Pero en su segundo año en el CA Osasuna Gratacós tampoco dispuso de minutos, y sólo participó en encuentros amistosos y de la Copa del Rey, quedando inédito en la liga.
Tras dos años de ostracismo, en junio de 1985 Gratacós pudo obtener la carta de libertad, y firmó por la UE Figueres, que en esa época militaba en Segunda División B, aunque esa temporada logró el ascenso de la categoría.
Gratacós permaneció en equipo ampurdanés ocho temporadas, que coincidieron con los mejores años en la historia del club. En su primera campaña, la 1985/85, el Figueres logró un éxito sin precedentes: el ascenso a Segunda División A. Y la temporada 1991/92 logró el mejor resultado de su historia, al disputar la promoción de ascenso a Primera División. Pero un año después de quedarse a las puertas de la máxima categoría, el equipo descendió a Segunda B. Gratacós, ya con 35 años, decidió dejar los terrenos de juego y pasó a formar parte de la secretaría técnica del club, iniciando así su carrera como técnico.

### Como entrenador
Tras obtener el título de entrenador en 1994, la temporada 1994/95 tuvo sus primeras experiencias en el banquillo como técnico interino del UE Figueres.
La temporada 1995/96 pasó a dirigir otro club ampurdanés, la Agrupació Esportiva Roses, de Regional Preferente (sexta categoría de liga española), durante dos años.
El verano de 1997 pasó al banquillo del Girona FC, que acababa de descender a Primera Catalana. Tras fallar en su primer intento, en su segunda campaña logró conducir a los rojiblancos al ascenso a Tercera División. El ascenso le permitió renovar su contrato, pero tres meses después de iniciarse la temporada 1999/2000, la directiva gerundense le relevó del cargo al considerar que no podría cumplir el objetivo de ascender a Segunda B.
La temporada 2001/02 regresó al banquillo de la UE Figueres, donde volvió a hacer historia al convertir a los blanquiazules en el primer equipo de Segunda División B en alcanzar las semifinales de la Copa del Rey tras dejar en la cuneta a rivales como el FC Barcelona.
El verano de 2003, la llegada de Joan Laporta a la presidencia del FC Barcelona supuso una importante renovación en el fútbol base de la entidad y Gratacós fue fichado para dirigir al filial barcelonista, con el objetivo de ascenderlo a Segunda División.
Estuvo dos años al frente del Barcelona B, en los que el equipo finalizó en octava y décimo-primera posición, lejos de las plazas de ascenso, por lo que, al finalizar su contrato en junio de 2005, el club descartó su renovación.
Sin embargo, medio año después, en diciembre de 2005, el nuevo presidente de la Federación Catalana de Fútbol, Jordi Roche, le nombró responsable de la selección de Cataluña. Se estrenó como seleccionador catalán unos días después, el 28 de noviembre, con un empate a uno ante Paraguay.
Gratacós dirigió al combinado catalán en seis partidos internacionales de carácter amistoso, con un bagaje de dos triunfos, tres empates y una derrota. Tras la marcha de Jordi Roche, sus discrepancias con los nuevos dirigentes de la Federación Catalana motivaron que su contrato como seleccionador, que expiraba el 30 de junio de 2009, no fuese renovado.
Paralelamente, entre 2006 y 2009 fue técnico y ojeador de jóvenes talentos futbolísticos en el programa Football Dreams de la academia Aspire de Catar. Dejó este proyecto en enero de 2010, para convertirse en director de la Ciudad Deportiva del FC Barcelona.
El 13 de enero de 2017 fue destituido del FC Barcelona como responsable de las relaciones institucionales deportivas con la federación Española de Fútbol por indicar que el futbolista Lionel Messi no es tan buen jugador si no es por el resto de sus compañeros, aunque continuaría ejerciendo sus funciones en el Área de formación y Conocimiento en el proyecto Masia 360º.

## Clubes

### Como jugador
| Club                 | País   | Año        |
| -------------------- | ------ | ---------- |
| Real Valladolid      | España | 1979-1980  |
| FC Barcelona Atlètic | España | 1980-1983  |
| CA Osasuna           | España | 1983- 1985 |
| UE Figueres          | España | 1985-1993  |

### Como entrenador
| Club                  | País     | Año       |
| --------------------- | -------- | --------- |
| UE Figueres           | España   | 1995      |
| AE Roses              | España   | 1995-1997 |
| Girona FC             | España   | 1997-1999 |
| UE Figueres           | España   | 2001-2003 |
| FC Barcelona Atlètic  | España   | 2003-2005 |
| Selección de Cataluña | Cataluña | 2005-2009 |